# Tourteron
Tourteron est une commune française, située dans le département des Ardennes en région Grand Est.

## Géographie
|         | Guincourt | Jonval        |
| Écordal | Tourteron | La Sabotterie |
|         | Suzanne   |               |

### Hydrographie
La commune est dans la région hydrographique « la Seine du confluent de l'Oise (inclus) à l'embouchure » au sein du bassin Seine-Normandie. Elle est drainée par le ruisseau de Saint-Lambert, le cours d'eau 01 de la commune de Tourteron, un bras du Saint-Lambert, le Fossé 03 de la commune de Tourteron et le ruisseau de Nabion,.
Le ruisseau de Saint-Lambert, d'une longueur de 21 km, prend sa source dans la commune de Baâlon et se jette  dans l'Aisne à Attigny, après avoir traversé neuf communes.

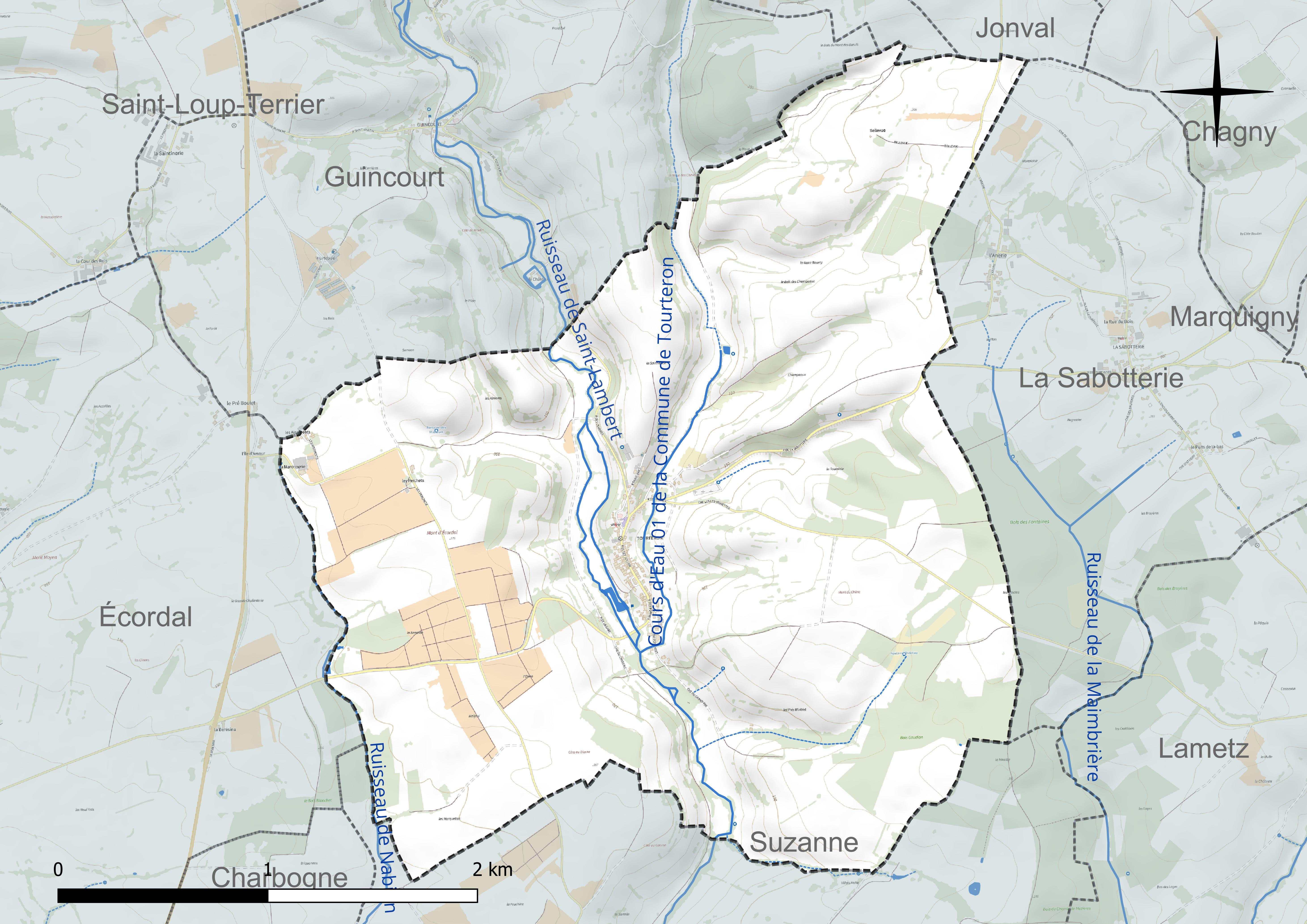
Réseau hydrographique de Tourteron.

### Climat
Pour des articles plus généraux, voir Climat du Grand Est et Climat des Ardennes.
En 2010, le climat de la commune est de type climat des marges montargnardes, selon une étude du Centre national de la recherche scientifique s'appuyant sur une série de données couvrant la période 1971-2000. En 2020, Météo-France publie une typologie des climats de la France métropolitaine dans laquelle la commune est exposée à un climat océanique altéré et est dans la région climatique  Nord-est du bassin Parisien, caractérisée par un ensoleillement médiocre, une pluviométrie moyenne régulièrement répartie au cours de l’année et un hiver froid (3 °C).
Pour la période 1971-2000, la température annuelle moyenne est de 9,9 °C, avec une amplitude thermique annuelle de 15,7 °C. Le cumul annuel moyen de précipitations est de 845 mm, avec 13,1 jours de précipitations en janvier et 9,3 jours en juillet. Pour la période 1991-2020, la température moyenne annuelle observée sur la station météorologique de Météo-France la plus proche, « Saulces-Champenoises », sur la commune de Saulces-Champenoises à 14 km à vol d'oiseau, est de 11,0 °C et le cumul annuel moyen de précipitations est de 691,6 mm. 
La température maximale relevée sur cette station est de 41,1 °C, atteinte le 25 juillet 2019 ; la température minimale est de −13,9 °C, atteinte le 7 février 2012,,.
Les paramètres climatiques de la commune ont été estimés pour le milieu du siècle (2041-2070) selon différents scénarios d'émission de gaz à effet de serre à partir des nouvelles projections climatiques de référence DRIAS-2020. Ils sont consultables sur un site dédié publié par Météo-France en novembre 2022.

## Urbanisme

### Typologie
Au 1er janvier 2024, Tourteron est catégorisée commune rurale à habitat dispersé, selon la nouvelle grille communale de densité à 7 niveaux définie par l'Insee en 2022.
Elle est située hors unité urbaine et hors attraction des villes,.

### Occupation des sols
L'occupation des sols de la commune, telle qu'elle ressort de la base de données européenne d’occupation biophysique des sols Corine Land Cover (CLC), est marquée par l'importance des territoires agricoles (88,2 % en 2018), une proportion identique à celle de 1990 (88,2 %). La répartition détaillée en 2018 est la suivante : 
prairies (52,8 %), terres arables (35,4 %), forêts (8,9 %), zones urbanisées (2,9 %). L'évolution de l’occupation des sols de la commune et de ses infrastructures peut être observée sur les différentes représentations cartographiques du territoire : la carte de Cassini (XVIIIe siècle), la carte d'état-major (1820-1866) et les cartes ou photos aériennes de l'IGN pour la période actuelle (1950 à aujourd'hui).

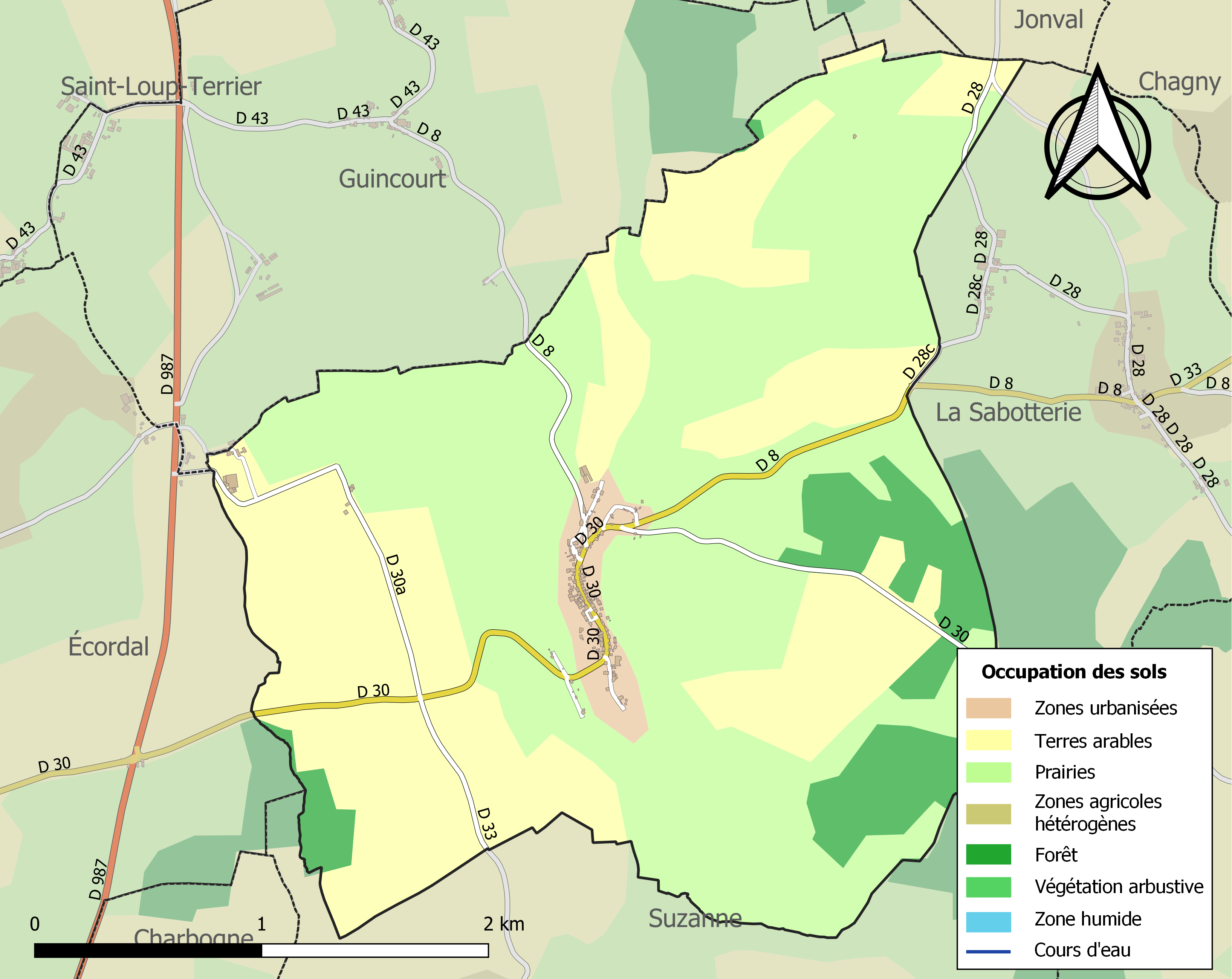
Carte des infrastructures et de l'occupation des sols de la commune en 2018 (CLC).

## Histoire
En 1870, Napoléon III et son fils, le prince impérial, reviennent de Metz, passent par Reims, se retrouvent ensuite à Rethel puis à Tourteron. Ils se séparent à Tourteron. Le prince impérial Louis accompagné de trois aides camp et d'une escorte, prend la route de Mézières. Après la défaite de son père à Sedan qui marque la fin du Second Empire, il se rend en exil en Angleterre. Son père l'Empereur et l'armée reprennent leur marche vers Sedan.

## Politique et administration
| Période                                  | Période      | Identité                         | Étiquette    | Qualité         |
| ---------------------------------------- | ------------ | -------------------------------- | ------------ | --------------- |
| 1830                                     |              | Jean Baptiste Marie Fay le Grand |              |                 |
| Inconnue                                 |              | André Bégé                       |              |                 |
| avant 1875                               | après 1876   | Gaillard                         |              |                 |
| 1879                                     |              | Vaucher                          |              | notaire         |
| Inconnue                                 |              | Raymond Lenoble                  |              |                 |
| mars 2001                                | mars 2008    | Michel Guerin                    | RPR puis UMP |                 |
| mars 2008                                | mars 2014    | Sybille Noël                     | EELV         |                 |
| mars 2014                                | juillet 2020 | Jean-Luc Pilliaire               |              | cadre supérieur |
| juillet 2020                             | En cours     | Michel Claude                    |              |                 |
| Les données manquantes sont à compléter. |              |                                  |              |                 |

## Démographie
L'évolution du nombre d'habitants est connue à travers les recensements de la population effectués dans la commune depuis 1793. Pour les communes de moins de 10 000 habitants, une enquête de recensement portant sur toute la population est réalisée tous les cinq ans, les populations de référence des années intermédiaires étant quant à elles estimées par interpolation ou extrapolation. Pour la commune, le premier recensement exhaustif entrant dans le cadre du nouveau dispositif a été réalisé en 2007.

En 2022, la commune comptait 178 habitants, en évolution de −0,56 % par rapport à 2016 (Ardennes : −2,97 %, France hors Mayotte : +2,11 %).
| 1793 | 1800 | 1806 | 1821 | 1831 | 1836 | 1841 | 1846 | 1851 |
| ---- | ---- | ---- | ---- | ---- | ---- | ---- | ---- | ---- |
| 322  | 578  | 635  | 657  | 659  | 645  | 672  | 666  | 620  |

| 1866 | 1872 | 1876 | 1881 | 1886 | 1891 | 1896 | 1901 | 1906 |
| ---- | ---- | ---- | ---- | ---- | ---- | ---- | ---- | ---- |
| 584  | 600  | 577  | 571  | 563  | 556  | 506  | 501  | 473  |

| 1911 | 1921 | 1926 | 1931 | 1936 | 1946 | 1954 | 1962 | 1968 |
| ---- | ---- | ---- | ---- | ---- | ---- | ---- | ---- | ---- |
| 459  | 357  | 392  | 372  | 355  | 304  | 322  | 276  | 245  |

| 1975 | 1982 | 1990 | 1999 | 2006 | 2007 | 2012 | 2017 | 2022 |
| ---- | ---- | ---- | ---- | ---- | ---- | ---- | ---- | ---- |
| 207  | 189  | 187  | 186  | 175  | 173  | 180  | 179  | 178  |

## Lieux et monuments
- L'église Saint-Brice, classée monument historique en 1913[24].
- La halle du XVIe siècle, créée pour accueillir deux foires annuelles accordées par François Ier en 1518.
- Un lavoir du XVIIIe siècle.
- Trois croix de chemin inscrites au titre des monuments historiques en 1972[25].

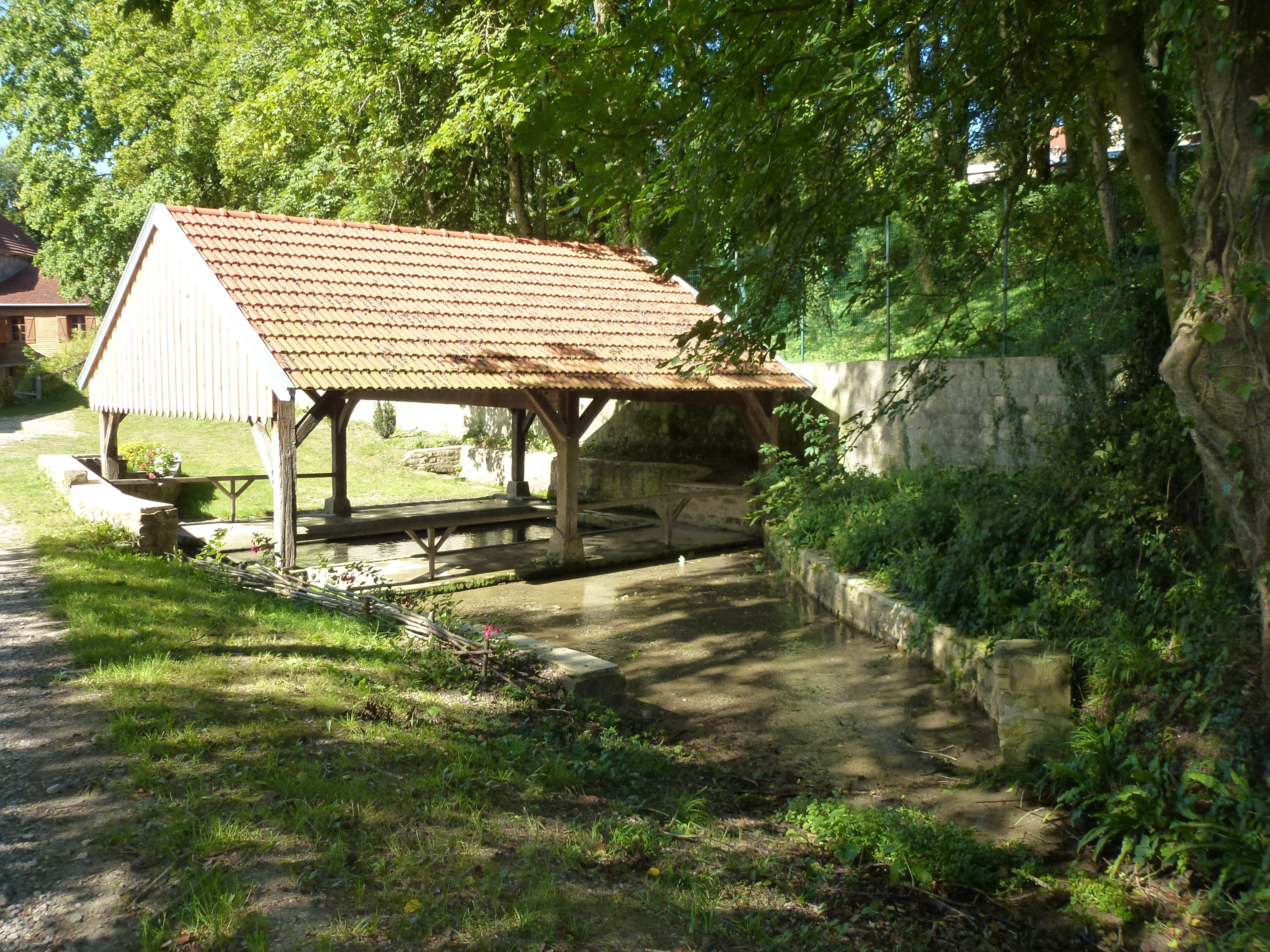
Le lavoir.
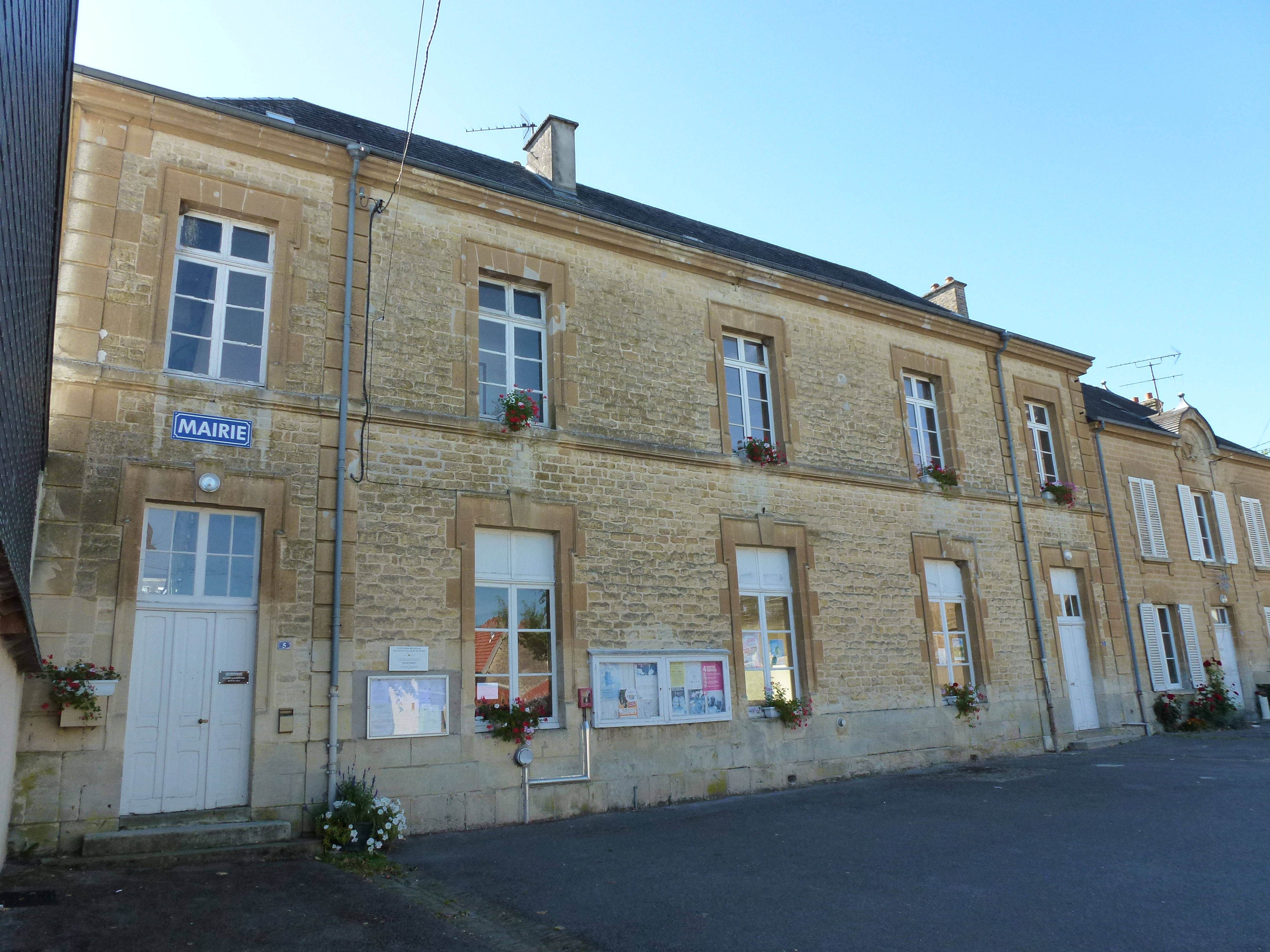
La mairie.
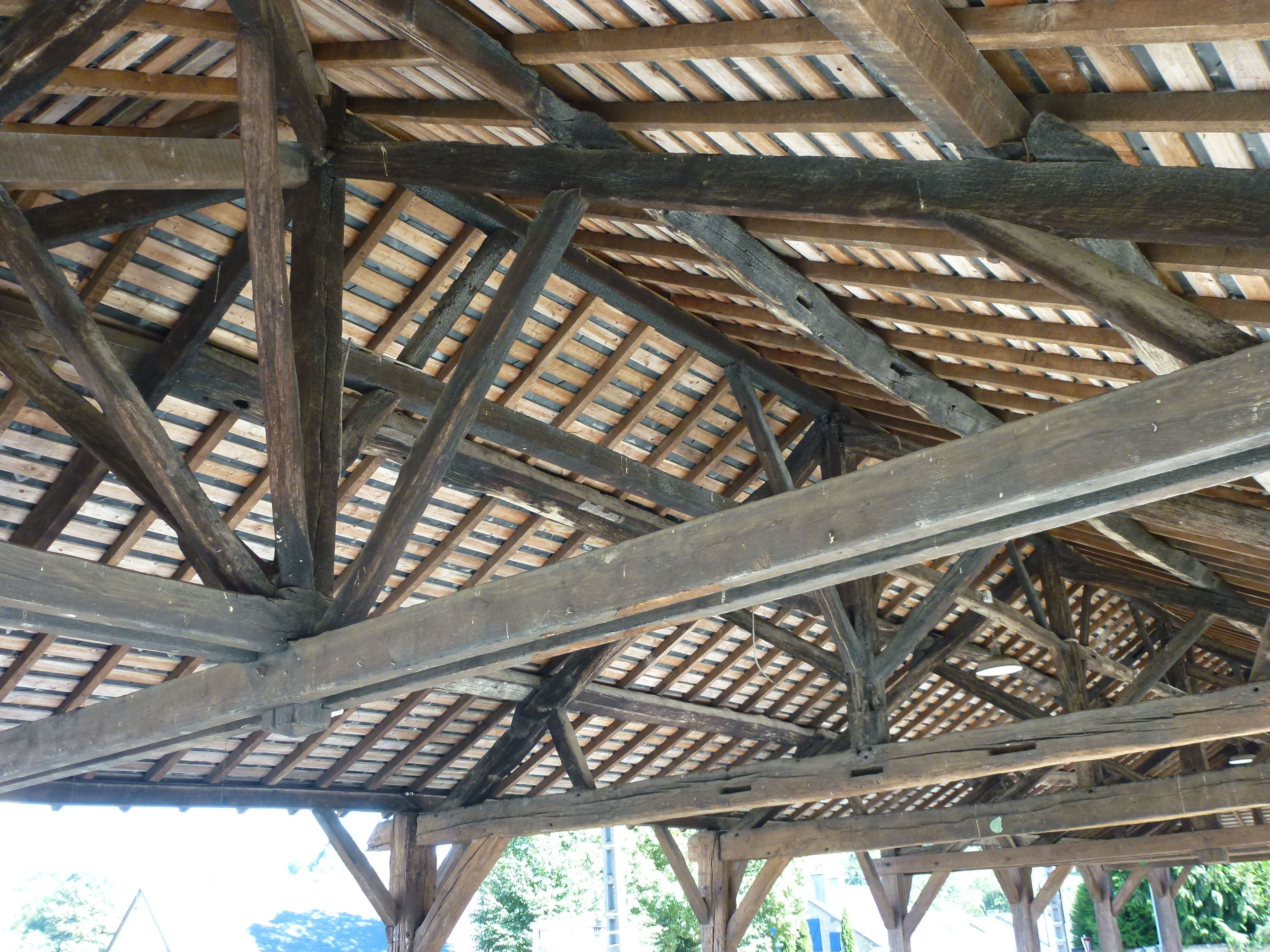
La halle.
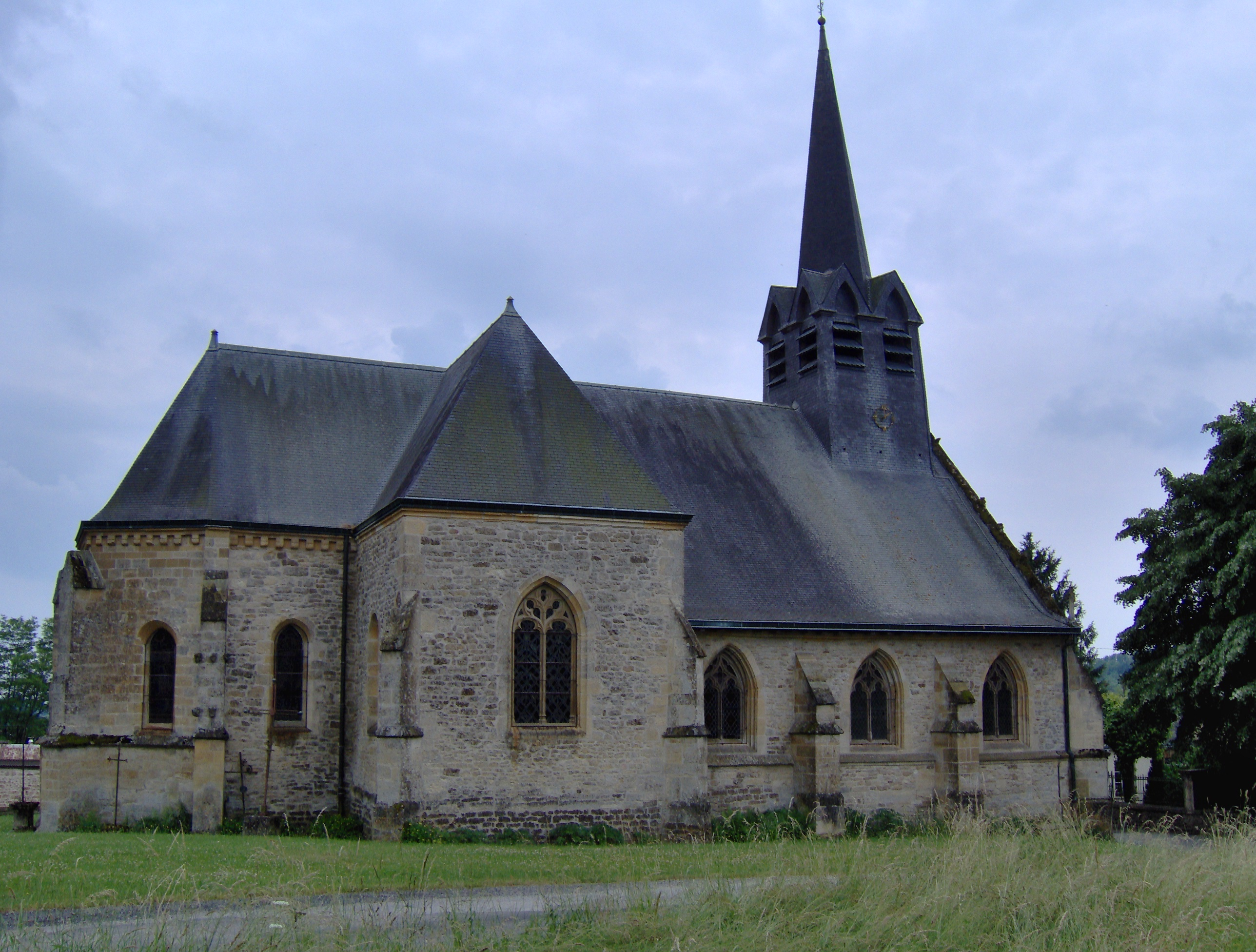
L'église Saint-Brice.
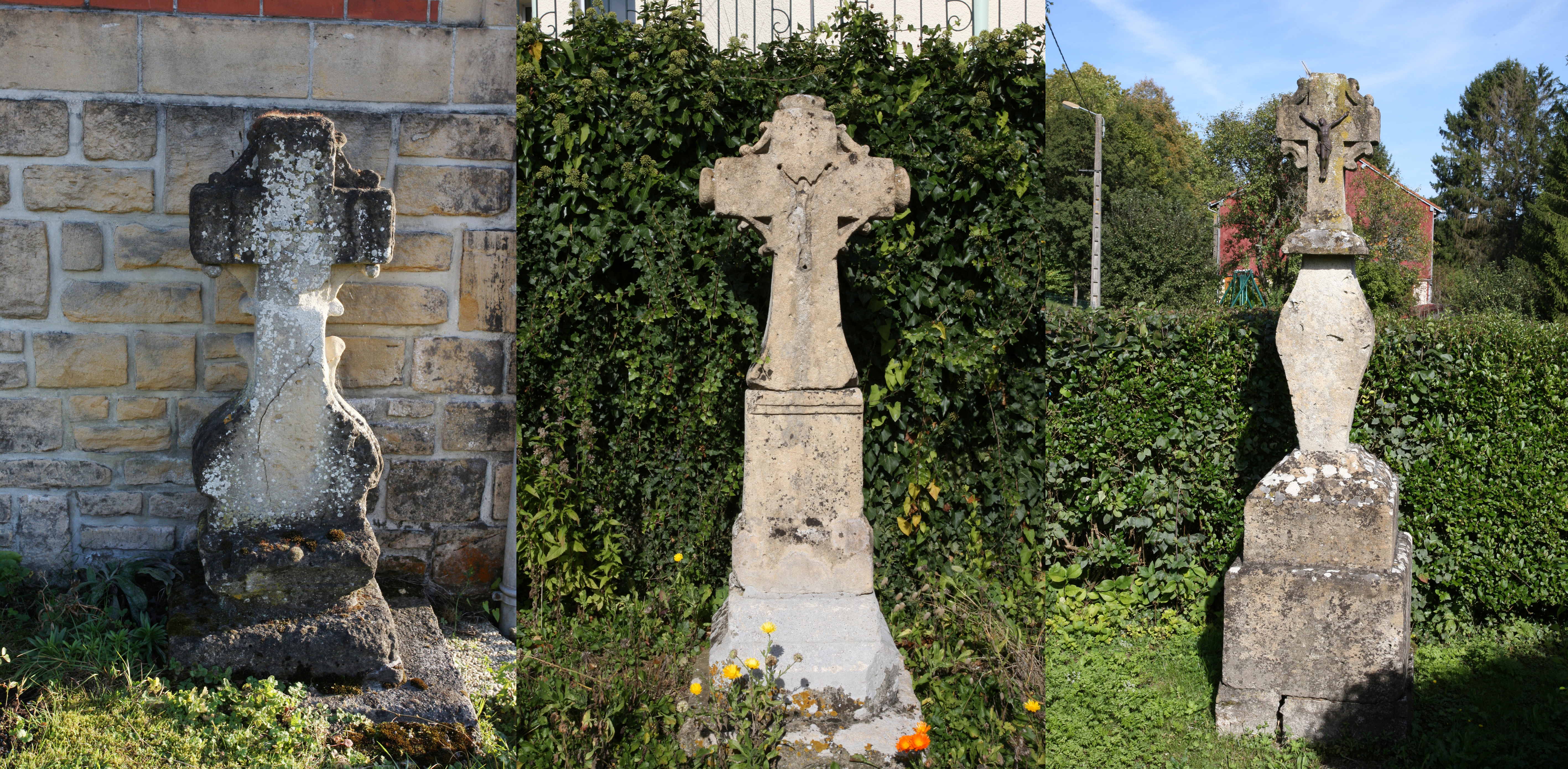
Croix de chemin.

## Personnalités liées à la commune
- Nicolas Chesneau (1521-1581), doyen du chapitre Saint-Symphorien de Reims, chantre de la Contre-Réforme, y est né.
- Jean Baptiste Blanchard (1731-1797), pédagogue français, est né et mort dans la commune.
- François Elisée Jullien (1836-1886), pionnier de l'aviation, y est né. Cordonnier de métier, il construit avec trois amis une machine appelée Corbeau Jullien. Le 15 avril 1883, elle réalise un bond de 30 mètres. Par contre, Elisée Jullien est mort avant de pouvoir la présenter à l'Exposition de 1889[26].
- Albert Lantenois (1871-1949), écrivain français y est né.

## Héraldique
| Armes de Tourteron | Les armes de Tourteron se blasonnent ainsi : Palé d’or et d’azur de six pièces, au chef de gueules chargé de trois hydres aussi d’or. |